# Ju Jong-chol
Ju Jong-chol (12 settembre 1990) è un calciatore nordcoreano, centrocampista dell'Amrokgang.